# Nadya Ortiz
Nadya Karolina Ortiz Aguirre (ur. 20 października 1986 w Ibagué) – kolumbijska szachistka, pierwsza w historii tego kraju arcymistrzyni (tytuł otrzymała w 2011 roku).

## Kariera szachowa
W szachy gra od 6. roku życia, a jej pierwszym trenerem był ojciec. W 1998 r. odniosła pierwszy międzynarodowy sukces, zdobywając w Florianópolis tytuł wicemistrzyni państw panamerykańskich juniorek do 12 lat. W 1999 i 2001 r. zdobyła dwa brązowe medale w mistrzostwach panamerykańskich juniorek, odpowiednio w kategoriach do 14 (w Matinhos) oraz 16 lat (w Guaymallén). W 2000 r. (w wieku 14 lat) zadebiutowała w narodowej drużynie na szachowej olimpiadzie w Stambule. Od tego czasu jest podstawową reprezentantką kraju, do 2010 r. uczestnicząc w 6 olimpiadach (w tym czterokrotnie na I szachownicy). Wielokrotnie (m.in. w latach 2000, 2004, 2006 i 2008) zdobywała tytuły mistrzyni Kolumbii, była również wielokrotną reprezentantką kraju na mistrzostwach świata i kontynentalnych juniorek w różnych kategoriach wiekowych, jak również w turniejach eliminacyjnych do mistrzostw świata kobiet. W 2003 r. zajęła w San Cristóbal X m. w mistrzostwach kontynentu amerykańskiego, w Bogocie zdobyła złoty medal mistrzostw państw panamerykańskich juniorek do 18 lat, a w San Cristóbal – tytuł mistrzyni państw Ameryki Środkowej i Karaibów juniorek do 20 lat, sukces ten powtarzając jeszcze w 2005 r. w Bridgetown. W 2006 r. zdobyła w Bogocie srebrny medal mistrzostw państw panamerykańskich juniorek do 20 lat, natomiast w San Salvador – tytuł wicemistrzyni państw panamerykańskich kobiet. W 2009 r. zajęła w Cali XII m. w mistrzostwach kontynentu amerykańskiego.
Najwyższy ranking w dotychczasowej karierze osiągnęła 1 kwietnia 2007 r., z wynikiem 2305 punktów zajmowała wówczas 1. miejsce wśród kolumbijskich szachistek.